# سنگ‌نگاره‌های دهتل
سنگ نگاره‌های دهتل
سنگ نگاره‌های دهتل در محوطه‌ای حدود ۲۵۰ هکتار واقع شده که مربوط به دوره ساسانی تا اواخر قاجار است و نقوش این سنگ‌ها انسانی، گیاهی، حیوانی و کشتی هستند. قطر برخی از این سنگواره ها به ۴۰ سانتی متر می رسد. جنس این سنگواره ها نیز از سنگ و معدن خاصی است که به مرور زمان و با توجه و گذر زمان همچنان پایدار مانده است.()
دهستان دهتل در شهرستان بستک واقع در غرب هرمزگان، دارای محوطه ای بسیار وسیع از سنگ نگار ها است. در این میان نقوش مختلفی از جمله : بز کوهی، انسان، گرگ و روباه، آهو و گوزن، شتر و اسب، گیاه و درخت، لاک پشت، صحنه های شکار، رقص دسته جمعی، خطوط ایلامی و پهلوی و ... به چشم می خورد. یافته های جدید خطوط مخطط ( هندسی) مربوط به ایلامیان در محوطه سنگ نگاره های دهتل می تواند نگرشی جدید در خصوص تمدن ایلام باشد.()